# 2015-ös német labdarúgó-szuperkupa
A 2015-ös német labdarúgó-szuperkupa (hivatalos nevén: 2015 DFL-Supercup) 2015. augusztus 1-jén került megrendezésre a Wolfsburgban a Volkswagen Arenában. A mérkőzést a 2015-ös bajnok FC Bayern München és a 2015-ös kupagyőztes VfL Wolfsburg vívta meg.

## A csapatok
- FC Bayern München: A csapat megnyerte a 2014–2015-ös német labdarúgó-bajnokságot, de a 2014–2015-ös német labdarúgókupa elődöntőjében 1–1-es eredményt követően 4 elhibázott büntetővel 0–2 arányban maradtak alul a Borussia Dortmund ellen. Az FC Bayern München 9. alkalommal nyer részvételi jogot a hivatalos szuperkupára.
- VfL Wolfsburg A csapat a 2014–2015-ös német labdarúgó-bajnokság második helyén végzett, és megnyerte a 2014–2015-ös német labdarúgókupát a döntőben legyőzve a Borussia Dortmund csapatát 3–1 arányban. A VfL Wolfsburg 1. alkalommal nyert részvételi jogot a hivatalos szuperkupára.

## A mérkőzés
Az első negyedóra egészen félelmetes volt. Hatalmas iramban esett egymásnak a két csapat, szikrázó belemenések, nagy lövések, veszélyes helyzetek jellemezték ezt az időszakot. Már a 7. percben vezetést szerezhetett volna a Bayern München, csakhogy Boateng lökete a lécről pattant ki. Az őrült tempóból aztán a félidő közepére visszavettek a csapatok, lassan csordogált a meccs, ám a Wolfsburg így is megszerezhette volna a vezetést a 41. percben, amikor Neuer rossz kifutása után De Bruyne nem tudott az üres kapuba emelni.
A második félidőre valamivel aktívabb Bayern München jött ki, és alig négy perc alatt meg is szerezte a vezetést. Ehhez szükség volt a wolfsburgiak bizonytalan kapusára is, akinek az ügyetlenségét Robben használta ki közelről. A gól után a bajor együttes valamelyest visszavett a tempóból, a Wolfsburg viszont nem nagyon tudott helyzetbe kerülni. Cserékkel igyekezett frissíteni a kupagyőztes edzője, de hiába érkeztek a támadók, a gól csak nem akart megszületni. A Bayernnél csereként beállt a legnagyobb nevű új szerzemény, Arturo Vidal is. Az utolsó tíz percre kitámadt a házigazda, de igazán nagy lehetősége nem akadt. Robben gólja után eléggé ellaposodott a meccs, a Wolfsburgban már nem volt annyi erő, hogy kiharcolja a tizenegyeseket, míg a Bayern jól védekezett, és csak a legszükségesebbet adta ki magából, ráadásul az utolsó percekben veszélyes támadásokat is vezetett.
Már mindenki a végét várta, amikor egy gyors hazai akció közben De Bruyne elé került a labda, aki jobbról élesen középre játszott, ahol érkezett Bendtner, és az ötös sarkáról kilőtte a rövid felső sarkot. A kiírás szerint nem következett hosszabbítás, jöhetett rögtön a szétlövés. Tizenegyest csupán Xabi Alonso rontott, de mivel a Wolfsburgban mindenki belőtte, a kupagyőztes 5–4-re nyert. Ezzel először lett a Wolfsburgé a szuperkupa.

## Mérkőzés adatok
| 2015. augusztus 1. 20:30 (CEST) | VfL Wolfsburg                               | 1–1         | Bayern München                 | Volkswagen Arena, Wolfsburg Nézőszám: 30,000 Játékvezető: Marco Fritz |
| 2015. augusztus 1. 20:30 (CEST) | Bendtner 89'                                | Jegyzőkönyv | Robben 49'                     | Volkswagen Arena, Wolfsburg Nézőszám: 30,000 Játékvezető: Marco Fritz |
| 2015. augusztus 1. 20:30 (CEST) | Büntetőpárbaj:                              |             |                                | Volkswagen Arena, Wolfsburg Nézőszám: 30,000 Játékvezető: Marco Fritz |
| 2015. augusztus 1. 20:30 (CEST) | Rodríguez De Bruyne Schürrle Kruse Bendtner | 5–4         | Vidal Alonso Robben Lahm Costa | Volkswagen Arena, Wolfsburg Nézőszám: 30,000 Játékvezető: Marco Fritz |

| VfL Wolfsburg | Bayern München |

| GK             | 28 | Koen Casteels     |     |     |
| RB             | 8  | Vieirinha         |     |     |
| CB             | 25 | Naldo             |     |     |
| CB             | 5  | Timm Klose        |     |     |
| LB             | 34 | Ricardo Rodríguez |     |     |
| CM             | 23 | Josuha Guilavogui | 35' |     |
| CM             | 27 | Maximilian Arnold |     |     |
| RW             | 7  | Daniel Caligiuri  |     | 63' |
| AM             | 14 | Kevin De Bruyne   |     |     |
| LW             | 9  | Ivan Perišić      | 77' | 70' |
| CF             | 12 | Bas Dost          |     | 70' |
| Cserék:        |    |                   |     |     |
| GK             | 20 | Max Grün          |     |     |
| DF             | 4  | Marcel Schäfer    |     |     |
| DF             | 15 | Christian Träsch  |     |     |
| DF             | 31 | Robin Knoche      |     |     |
| MF             | 17 | André Schürrle    |     | 63' |
| FW             | 3  | Nicklas Bendtner  |     | 70' |
| FW             | 11 | Max Kruse         |     | 70' |
| Vezetőedző:    |    |                   |     |     |
| Dieter Hecking |    |                   |     |     |

| GK            | 1  | Manuel Neuer       |     |     |
| CB            | 5  | Mehdi Benatija     |     |     |
| CB            | 17 | Jérôme Boateng     |     |     |
| CB            | 27 | David Alaba        |     |     |
| DM            | 21 | Philipp Lahm       |     |     |
| DM            | 14 | Xabi Alonso        |     |     |
| CM            | 6  | Thiago             |     | 74' |
| RW            | 10 | Arjen Robben       |     |     |
| LW            | 11 | Douglas Costa      | 21' |     |
| CF            | 25 | Thomas Müller      |     | 84' |
| CF            | 9  | Robert Lewandowski |     | 72' |
| Cserék:       |    |                    |     |     |
| GK            | 26 | Sven Ulreich       |     |     |
| DF            | 13 | Rafinha            |     | 72' |
| DF            | 18 | Juan Bernat        |     |     |
| MF            | 19 | Mario Götze        |     | 84' |
| MF            | 20 | Sebastian Rode     |     |     |
| MF            | 23 | Arturo Vidal       | 82' | 74' |
| MF            | 32 | Joshua Kimmich     |     |     |
| Vezetőedző:   |    |                    |     |     |
| Pep Guardiola |    |                    |     |     |

| Asszisztensek: Dominik Schaal Marcel Pelgrim Negyedik játékvezető Jochen Drees |

| A 2015-ös német labdarúgó-szuperkupa győztese: |                     |
| VfL Wolfsburg 1. cím                           |                     |
| 2014 DFL-Supercup                              | 2016 DFL-Supercup → |

## Lásd még
- 2014–2015-ös német labdarúgó-bajnokság (első osztály)
- 2014–2015-ös német labdarúgókupa
- Német labdarúgó-szuperkupa